# Pyrrhogyra otolais
Espèce
 Pyrrhogyra otolais est une espèce de lépidoptères (papillons) de la famille des Nymphalidae, sous-famille des Biblidinae, de la tribu des Biblidini et du genre Pyrrhogyra.

## Dénomination
Pyrrhogyra otolais a été décrit par Henry Walter Bates en 1864.

### Sous-espèces
- Pyrrhogyra otolais otolais ; présent au Mexique, à Panama et au Guatemala.
- Pyrrhogyra otolais nasica Staudinger, 1886 ; présent en Colombie.
- Pyrrhogyra otolais olivenca Fruhstorfer, 1908 ; présent en Équateur et au Brésil.
- Pyrrhogyra otolais placita Brévignon, 1996 ; présent en Guyane.
- Pyrrhogyra otolais seitzi Fruhstorfer, 1908 ; présent en Bolivie[1].

### Noms vernaculaires
Pyrrhogyra otolais se nomme Common Redring ou Double-banded Banner en anglais,.

## Description
Pyrrhogyra  otolais est un papillon aux ailes antérieures et aux ailes postérieures à bord externe dentelé avec une petite quee aux postérieures. Le dessus est de couleur blanche largement bordé de marron au bord costal et externe des ailes antérieures et au bord externe des ailes postérieures, avec un point rouge à l'angle anal. 
Le revers est blanc avec un bord externe finement bordé de marron et aux ailes antérieures une ligne rouge le long du bord costal dessinant un rectangle et aux ailes antérieures et postérieures, une ligne rouge doublement bordée de marron dans l'aire postdiscale.

## Biologie

### Plantes hôtes
Les plantes hôtes de sa chenille sont des Serjania (travaux de Greeney et Gerardo, 2011).

## Écologie et distribution
Pyrrhogyra  otolais est présent au Mexique, à Panama, au Guatemala, en Colombie, en Équateur,  en Bolivie, au Pérou, au Brésil et en Guyane.

### Biotope
Pyrrhogyra otolais réside dans la forêt, forêt tropicale et forêt subtropicale.

### Protection
Pas de statut de protection particulier.